# Swing Vote
Swing Vote (El último voto en España, Un Papa muy Poderoso en Argentina) es una comedia del año 2008 dirigida por Joshua Michael Stern. 

## Sinopsis
Bud Johnson (Kevin Costner) es un perdedor apático que emplea la mayor parte de su tiempo en beber cerveza en un perdido pueblo de Nuevo México llamado Texico. El único rayo de luz en su apática existencia es su hija Molly (Madeline Carroll). Molly, en su esfuerzo por sacar a su padre de la apatía y convencerle de que vote en unas elecciones presidenciales, provoca una serie de circunstancias que harán, accidentalmente, que el voto de su padre sea el que decida quien será el próximo presidente de los Estados Unidos. A partir de ese momento, Bud se convierte en una celebridad objetivo de los medios y de los candidatos a la presidencia, que empezarán una guerra para obtener el voto decisivo de Bud.

## Producción
Swing Vote se rodó principalmente en Albuquerque y Belén, Nuevo México. Aunque no pretende ser una declaración política sobre las próximas elecciones presidenciales, cuando Kevin Costner descubrió que no podía obtener la financiación que él quería para Swing Vote, "para hacerlo en teatros, en el tiempo para las elecciones presidenciales del 2008, que financió él mismo." [2]
Joshua Michael Stern, quien dirigió y co-escribió el guion con Jason Richman, admitió que ya había precedentes que seguir. La premisa de la película es similar a la de un relato de Isaac Asimov, "Sufragio universal", en el que las elecciones se han desarrollado de la forma habitual hasta que la decisión final pasa a depender de un hombre elegido por Multivac. La premisa de la película de 1939 de Garson Kanin The Great Man Votes también es muy similar a la de Swing Vote.

## Recepción
La reacción de los críticos se centraron en el rendimiento de Costner. Que se caracteriza como "sentimental" pero manipulados con tanta facilidad y convicción "de que las anclas de la película.  Roger Ebert señaló que en la construcción de la premisa," la película hace una puñalada atrevido a explicar cómo se llega a ocurrir - y casi suena plausible ". Le dio tres estrellas. Citando una "mezcla de comedia y drama es ganar; Costner no podía ser mejor, y la niña es un hallazgo." Mick LaSalle de la Crónica de San Francisco también le dio comentarios favorables.  Por otra parte, Richard Roeper, citado por "No es una mala película, probablemente en Aceptar para alquilar en DVD, pero que estoy diciendo no se apresure a los teatros".
La recepción de la película ha sido desigual. Rotten Tomatoes informó que el 37% de los críticos le dio comentarios positivos sobre la base de 139 comentarios , y que posee una mezcla de 47% la tasa de aprobación promedio en Metacritic.
The Times del Reino Unido clasificó Swing Vote en el puesto 14 de su lista de las 100 peores películas de 2008.
La película recaudó $ 16.289.867 en el país y 509.512 dólares en el extranjero por un total de $ 16.799.379 en todo el mundo. En su primer fin de semana, la película recaudó $ 6.230.669 colocarlo # 6. 
Después de la liberación, una controversia surgió cuando una de las principales estrellas se quejaron de su papel de ser cortado, Dennis Hopper en una serie de entrevistas, dijo, "tengo que cortar de la película".

## Reparto
- Kevin Costner - Bud Johnson.
- Madeline Carroll - Molly Johnson.
- Paula Patton - Kate Madison.
- Kelsey Grammer - Presidente Andrew Bonne.
- Dennis Hopper - Donald Greenleaf.
- Nathan Lane - Art Crumb.
- Stanley Tucci - Martin Fox.
- George López - John Sweeney.
- Judge Reinhold - Walter.
- Chip Esten - Lewis.
- Mare Winningham -Larissa Johnson.
- Mark Moses - Attorney General Wyatt.
- Nana Visitor - Galena Greenleaf.